# 野人女直
野人女直（やじんじょちょく）は、女直（jušen、女真）の集団のうち、南西の建州女直、北西の海西女直を除く東北方に居住していた集団。明末清初にはウェジ部（wejei (weji) aiman/weji aiman、渥集部）、ワルカ部（warkai aiman、瓦爾喀部）、クルカ部（kūrkai aiman、庫爾喀部）の3部が存在し、マンジュ政権からは東海三部と総称されていた。1596年から1625年にかけて、ヌルハチが軍を送っている。

## 概要
本来、明初から中期にかけて女直の分類は「建州」「海西」の2つであり、「野人女直」という分類が史料に出現するのは万暦年間以後である。この頃は女直内部でフルン四部が隆盛しつつあった時期であり、それまで「海西女直」という語がアムール川中流域の女直をも含む汎称であったのが、海西＝フルン四部と指す対象が狭められるようになっていた。これに対応して、フルン四部を除く旧海西衛分の女直を指す語として「野人女直」が形成されたと考えられる。
また、李氏朝鮮では建州女直以外の女直を兀良哈（ワルカ）・兀狄哈（udige、ウディゲ）の2つに分け、さらにウディゲをフルン＝ウディゲ（hulun udige、明における海西女直、後のフルン四部に相当）・クルカ＝ウディゲ（後のクルカ部に相当）・諸姓ウディゲ（後のウェジ部に相当）に分類していた。このうち、ワルカ・クルカ＝ウディゲ・諸姓ウディゲが明で言う所の「野人女直」に相当すると見られ、17世紀の満洲語史料が記す東海三部（ワルカ・クルカ・ウェジ）とも対応する。
明朝がアムール川下流域における統治の拠点としたヌルカン(奴児干)には、漢文とモンゴル語、女真語の3つの言語で記された碑文が残されており、この碑文において「野人」という漢字に対応するモンゴル語／女真語はUdigan／Udigenと記されている。これはツングース語で「森の人」を意味するweji-kaiがなまったものであり、明において「野人女直」と呼ばれた集団は遼代より存在する「生女真」の後裔であると考えられている。

## 分類

### ワルカ
(ᠸᠠᡵᡴᠠ, warka, 瓦爾喀)：
ゴルミン･シャンギャン･アリン (長白山) 以東のトゥメン･ウラ (図們江) 流域に居住。朝鮮側の呼称はオランカイ (兀良哈)。永楽初頭に設置された毛憐衛の構成部族。
- アンチュラク[9][10]：ワルカ部の西域 (大小図拉庫水一帯) に位置する建州部の属領。ウラが頭目を捕らえてイェヘに差し出した。[8]
- フョ[11][12]：琿春荘 (現吉林省延辺朝鮮族自治州琿春市) 一帯に居住。[8]万暦35年 (1607) 旧暦正月、ウラの侵攻を受けて500戸がヌルハチに帰順。[13]
- スイフン[14][15]：崇禎10 (1637) 年旧暦7月、清朝の喀凱、塔克らが討滅。[13]
- ヤラン[16][17]：崇禎10 (1637) 年旧暦7月、清朝の喀凱、塔克らが討滅。[13]
- フイェ[18][19]：ウスリー･ウラ (烏蘇里江) 上流一帯に居住。崇禎10 (1637) 年旧暦7月、清朝の喀凱、塔克らが討滅。[13]
- ナムドゥル[20][15]：綏芬河流域の速平江一帯に居住。[8]
- ニマチャ[15][21]：
- ウルグチェン[22][23]：萬曆39 (1611) 年、清朝の阿巴泰、蜚英東、順科落らが討滅。[13]
- ムレン[23][24]：ウルグチェンと併せて攻略された。
- 阿庫里尼満：崇禎8 (1635) 年、清朝のウバハイ (呉巴海) が討滅。[13]
- 兀爾格陳 (呉爾格臣)[25]：崇禎10 (1637) 年旧暦7月、清朝の喀凱、塔克らが討滅。[13]
- 兀爾機：崇禎10 (1637) 年旧暦7月、清朝の喀凱、塔克らが討滅。[13]
- 尼黒庫倫：崇禎10 (1637) 年旧暦7月、清朝の喀凱、塔克らが討滅。[13]
- 諾落河湾：崇禎10 (1637) 年旧暦7月、清朝の喀凱、塔克らが討滅。[13]

### フルハ/クルカ
(ᡥᡡᡵᡥᠠ, hūrha, 虎爾哈/ᡴᡡᡵᡴᠠ, kūrka, 庫爾哈, 庫爾喀)：
スンガリ･ウラ (松花江) とムダン･ウラ (牡丹江) の流域に居住。元代の呼里改路 (現黒龍江省ハルビン市依蘭県) の所在地。
- 兀扎喇：崇禎6 (1633) 年、兀扎喇地方の首領・綽奇が清に入朝し、貂狐皮を貢納。同8 (1635) 年旧暦5月、ウバハイ (呉巴海) らが征討。同年旧暦10月、兀扎喇部主の弟・塞痕卜克沙らが清朝に帰順し、ニングタ地方に移住。同14 (1641) 年旧暦2月、ニングタ･ジャンギン・鍾果兌らが残党勢力の集落を征服。[13]
- 綽庫禅：崇禎16 (1643) 年旧暦5月、清朝の阿爾津らが討滅。[13]
- 能吉爾：崇禎16 (1643) 年旧暦5月、清朝の阿爾津らが討滅。[13]

- 喇里闡：崇禎12 (1639) 年旧暦8月、清朝の薩木什らが討滅。[13]
- 鐸陳：崇禎12 (1639) 年旧暦8月、清朝の薩木什らが討滅。[13]
- 阿撒津：崇禎12 (1639) 年旧暦8月、清朝の薩木什らが討滅。[13]
- 多金：崇禎12 (1639) 年旧暦8月、清朝の薩木什らが討滅。[13]
- 兀庫爾城：崇禎12 (1639) 年旧暦8月、清朝の薩木什らが討滅。[13]
- 掛喇爾：崇禎12 (1639) 年旧暦8月、清朝の薩木什らが討滅。[13]
- 額蘇里：崇禎12 (1639) 年旧暦8月、清朝の薩木什らが討滅。[13]
- 額爾兔：崇禎12 (1639) 年旧暦8月、清朝の薩木什らが討滅。[13]
- 格先里：崇禎元年旧暦正月、頭目四人が清朝に入貢。[13]
- シラヒン[26]：撓力河支流の七里河流域に居住。万暦44年 (1616)、順科落らが説伏。46年 (1618)、一族で帰順。[13]
- 那堪泰：崇禎3年 (1630) 旧暦11月、領袖・虎爾噶が妻子を率いてニングタに投降。命馬爾拖朝大清。求駐牧地。[13]
- 託科落羅 (脫科落)：崇禎10年 (1637) 旧暦4月、旧暦12月、15年 (1642) 旧暦12月、清朝に貂狐皮を貢納。[13]
- 努牙喇 (耨野勒)：崇禎11年 (1638) 旧暦4月、清朝に帰順。[13]
- 黙爾車勒：崇禎11年 (1638) 旧暦12月、清朝に帰順。[13]
- 黒葉：崇禎11年 (1638) 旧暦12月、清朝に帰順。[13]
- 馬爾遮頼：崇禎15年 (1642) 旧暦12月、清朝に帰順。[13]
- 科爾仏科爾：崇禎15年 (1642) 旧暦12月、清朝に帰順。[13]
- 庫薩喀里：崇禎15年 (1642) 旧暦12月、清朝に帰順。[13]

### 黒龍江 (ウェジ)
- 噶爾達蘇：大噶爾達蘇と小噶爾達蘇に分類される。崇禎16 (1643) 年旧暦5月、清朝の阿爾津らが討滅。[13]
- サハリャン[27][28]：万暦44 (1616) 年旧暦7月、達爾漢 (ダルハン･ヒヤ)、順科落らが36箇所の集落を奪取。[13]

## 参照

### 史籍
- 茅瑞徵『東夷考略』1621 (漢文) ＊燕京図書館 (ハーバード大学) 版
- 楊賓『柳邊紀略』巻3, 1707 (漢文) ＊商務印書館叢書集成初編版 (1936)・仰視千七百二十九鶴齋叢書版 (趙之謙, 1880)

### 研究書
- 河内良弘『明代女真史の研究』京都大学学術出版会, 1992

### 論文
- 菊池俊彦 編『北東アジアの歴史と文化』北海道大学出版会, 1996, 杉山清彦「明代女真族から清代満州旗人へ」
- 『石浜先生古稀記念東洋学論集』1958, 長田夏樹「奴児干永寧寺碑蒙古女真文釈稿」
- 『東洋学報』東洋文庫, 1959, 巻42, 2号, 田中克己「明末の野人女直について」
- 『大垣女子短期大学研究紀要』1996, 増井寛也「明代の野人女直と海西女直 (上)」
- 『大垣女子短期大学研究紀要』1997, 増井寛也「明代の野人女直と海西女直 (下)」
- 『立命館文學』立命館人文学会, 2008, 号609, 増井寛也「ニマチャNimaca雑考」